# Bonifacio José María Salvadores

Bandera del Partido Unitario.

Bonifacio José María Salvadores (Buenos Aires, Virreinato del Río de la Plata 1791 - Buenos Aires, Argentina ca. 1855) fue un funcionario de la administración de correos de la provincia de Buenos Aires. Al igual que su familia adhirió al Partido Unitario, lo que llevó a su detención durante el gobierno de Juan Manuel de Rosas y a su posterior exilio.

## Biografía
Era hijo del Dr. Manuel Salvadores, natural de Málaga, España, y de María Antonia Valle, hermana de Ana María Valle (madre de Mariano Moreno). Tuvo numerosos hermanos, todos comprometidos con la causa patriota, entre ellos el funcionario José María Salvadores, el coronel Ángel Antonio Salvadores, el teniente Desiderio Salvadores, el teniente coronel Gregorio Salvadores, el capitán Juan José Salvadores, el sargento mayor Lucio Salvadores, el médico Manuel Antonio Salvadores, el periodista Pedro María de Alcántara Salvadores y el militar Toribio Salvadores.
Ingreso a la Administración General de Correos y en 1815 era oficial 7°. Ascendió a oficial 6° de esa repartición en 1817 y a oficial auxiliar en junio de 1822.
Militó al igual que sus hermanos en el Partido Unitario y adhirió al pronunciamiento del general Juan Lavalle del 1 de diciembre de 1828.
El 1 de mayo de 1835, cuando Juan Manuel de Rosas asumió la suma del poder público, Bonifacio Salvadores fue, junto a otros empleados de la Administración de Correos, cesanteado de su puesto como encargado de la estafeta porque "a más de considerarse innecesario dichos empleos, no son acreedores los que los sirven a la confianza del Gobierno, por haber contrariado la causa nacional de la Federación."
Incluido en una lista de 58 "salvajes unitarios" entregada por el gobierno a la policía, fue puesto en prisión durante varios meses, saliendo finalmente bajo la condición del pago de una fuerte multa y la provisión de 5 personeros para una nueva unidad del ejército federal en formación, bajo la amenaza de que en caso de no cumplir sería fusilado.
Consiguió entregar los 2000 pesos fuertes requeridos, de los cuales 500 fueron entregados a José de los Santos, su denunciante, 500 al agente que lo aprehendió y 1000 al sargento Viviano Díaz.
Temiendo que la persecución continuara y que la Mazorca finalmente lo eliminara, huyó a Montevideo. Regresó en 1855, falleciendo poco tiempo después.
Había casado con Trinidad Chavez con quien tuvo 11 hijos: Bonifacio, María Antonia, Justina, Manuel Hermenegildo, Trinidad, Juana, Eulogia, Lucio (1836-1866), Rómulo (1838-1920), Marcelino y Dolores Salvadores y Chaves (1847-1921).